# دوغنوير (غافروبارمون)
دوغنویر (بالفارسية: دوگنویر) هي قرية تقع في إيران في قسم غافروبارمون الريفي. يقدر عدد سكانها بـ 174 نسمة بحسب إحصاء 2016.